# سن میگوئل د لیو
سنت میگوئل د لییو (اسپانیایی: San Miguel de Lillo , آستوری: Samiguel de Lliño) یک کلیسای کاتولیک رومی است که بر روی کوه نارانکو، نزدیک کلیسای سانتا ماریا دل نارانکو در آستوریاس ساخته شده است. در سال ۸۴۲ میلادی تکمیل شد و رامیرو یکم آستوریاس و همسرش پاترنا آن را در سال ۸۴۸ تقدیس کردند. در ابتدا به مریم مقدس وقف شده بود تا این که این عبادت در قرن دوازدهم به کاخ مجاور منتقل شد و این کلیسا را به سنت میگوئل (میکائیل) اختصاص دادند. این مکان از سال ۱۹۸۵ در فهرست میراث جهانی یونسکو قرار گرفته است.

## نگارخانه

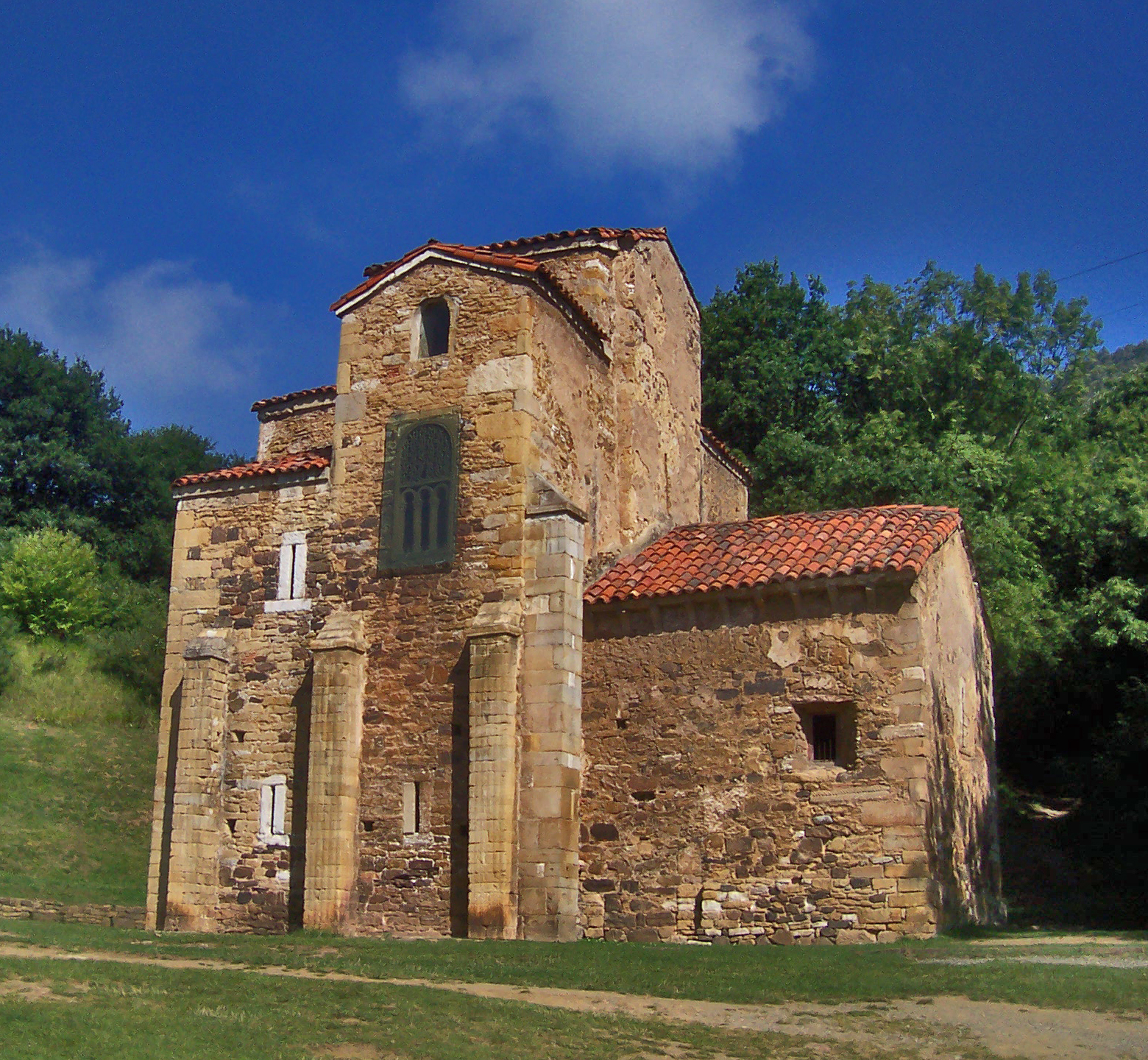
نمای جانبی، سن میگل د لیلو
پلان طبقه، سن میگل د لیلو
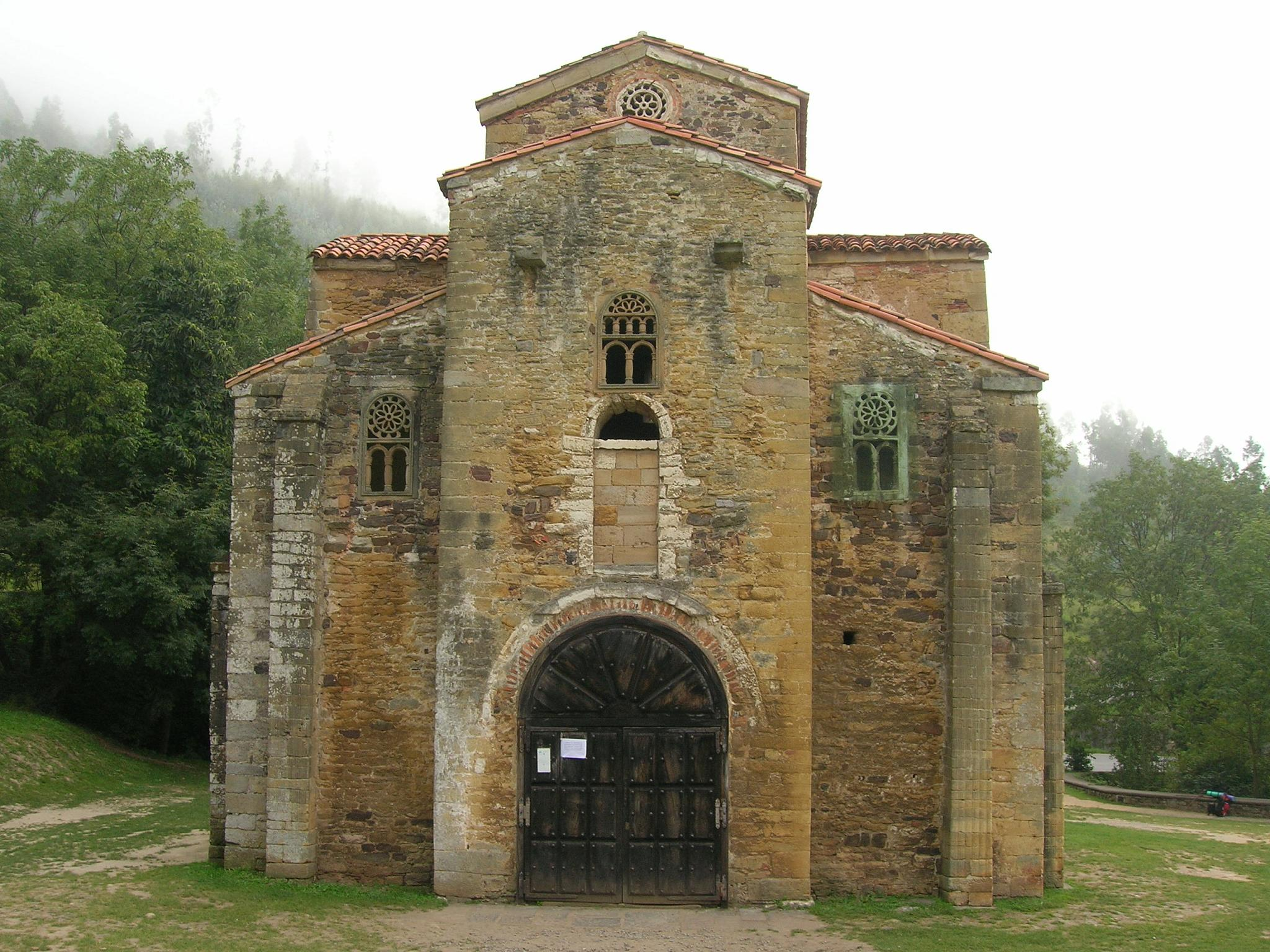
نمای غربی، سن میگل د لیلو
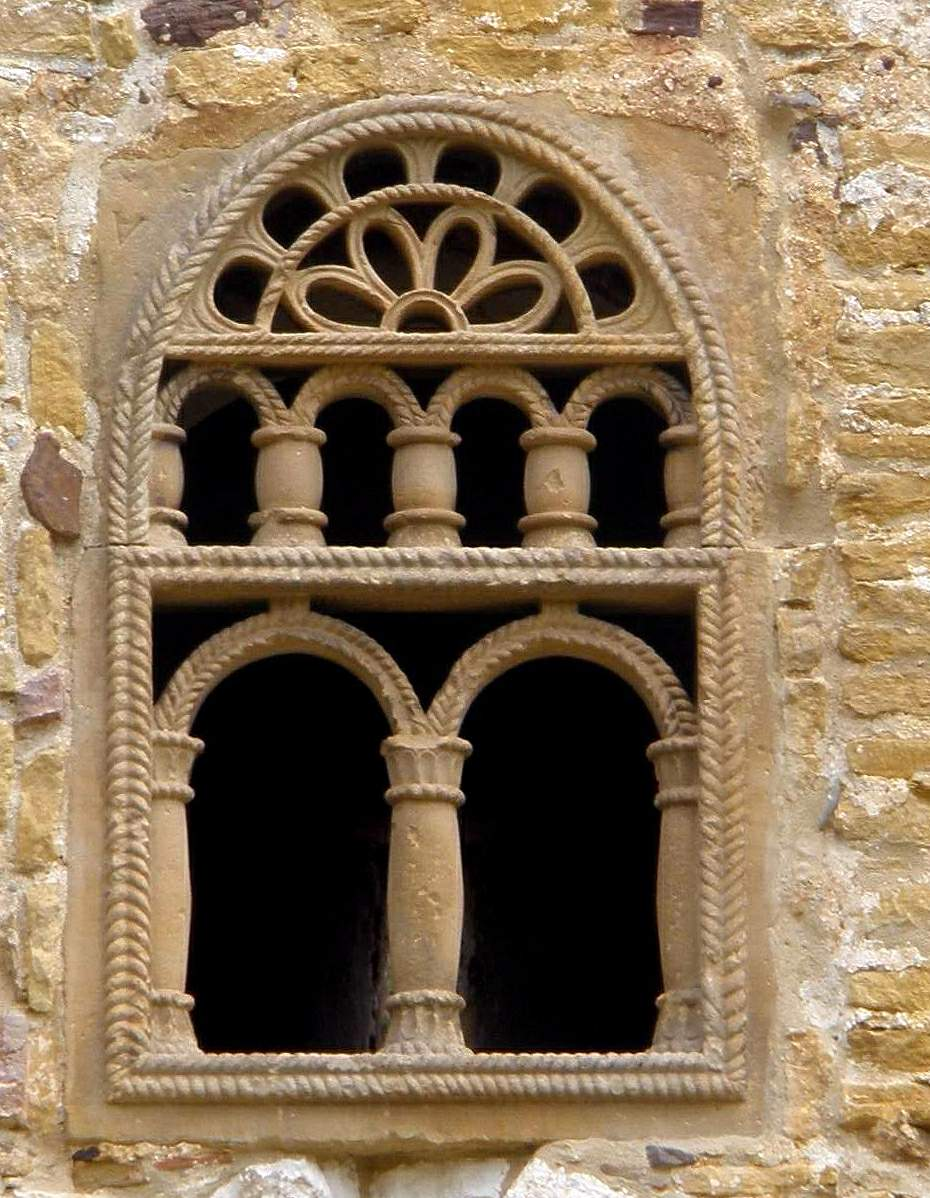
پنجره، سان میگل دی لیلو
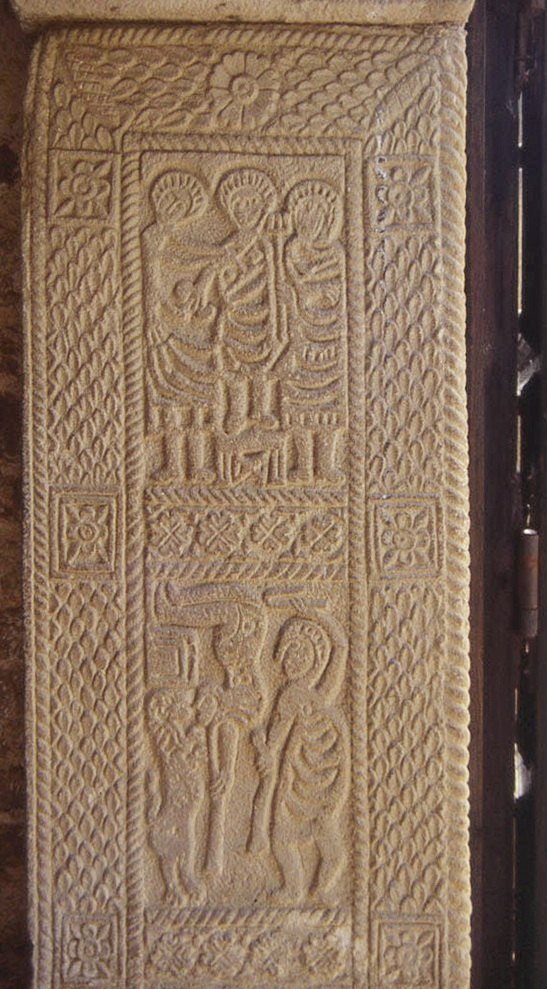
قاب در، سان میگل د لیلو